# Charles Jenkins (friidrottare född 1964)
Charles Jenkins, född den 9 april 1964 i New York, USA, är en amerikansk friidrottare inom kortdistanslöpning.
Han tog OS-guld på 4 x 400 meter stafett vid friidrottstävlingarna 1992 i Barcelona. Han är son till Charlie Jenkins.